# A-dục vương
Ashoka Đại Đế (br. 𑀅𑀲𑁄𑀓 sa. aśoka, pi. asoka, zh. 阿育王, hv. A Dục) là vị vua thứ ba của vương triều Ma-gát-đa (sa. maurya, zh. 孔雀, hv. Khổng Tước) thời Ấn Độ xưa, trị vì Ấn Độ từ năm 273 đến 232 trước CN. Là một trong những hoàng đế kiệt xuất trong lịch sử Ấn Độ, Ashoka đã toàn thắng trong loạt các cuộc chinh phạt và cai trị phần lớn vùng Nam Á, từ Afghanistan cho đến Bengal hiện nay và đi sâu đến miền Nam tận Mysore. Là một vị vua ủng hộ Phật giáo, nhưng khi mới lên ngôi, ông được mệnh danh là A Dục vương bạo ác, ông lập ra những khung hình phạt tàn ác giống như các cảnh mô tả trong địa ngục để hành hình tội nhân, và ông đặt tên cho các ngục ấy là địa ngục trần gian. Về sau ông hối hận, Quy y Tam Bảo và đã lập nhiều bia đá ghi lại những thánh tích trong cuộc đời Phật Thích-ca Mâu-ni. Theo truyền thống Phật giáo, tên tuổi của ông gắn liền với việc truyền bá Phật giáo.
Vào khoảng năm 260 TCN Ashoka tiến hành cuộc chiến tranh xâm lược nhà nước Kalinga (ngày nay là Odisha). Ông đã chinh phục Kalinga, điều mà tiên đế của ông là Chandragupta Maurya chưa bao giờ làm được. Ông xây dựng trung tâm cơ quan quyền lực của đế chế Maurya ở Magadha (nay là Bihar). Ông trở nên đề cao Phật giáo sau khi chứng kiến nhiều chết chóc trong chiến tranh Kalinga, mà bản thân ông đã thực hiện do khát vọng mở rộng đế quốc của mình. "Ashoka suy ngẫm về trận chiến ở Kalinga, cuộc chiến mà người ta ngẫm rằng đã làm hơn 100.000 người chết và 150.000 người khác bị trục xuất." Ashoka đã quy y Tam bảo vào khoảng 263 TCN. Sau đó ông đã hoằng dương giáo pháp nhà Phật ra khắp châu Á, và thiết lập các di tích đánh dấu nhiều địa danh quan trọng trong cuộc đời truyền pháp của Phật tổ Thích-ca Mâu-ni.
Tên ông cũng được gọi theo dịch tiếng Hán Việt khác là A-du-ca (zh. 阿輸迦), A-du-già (阿輸伽), A-thứ-già (阿恕伽), A-thú-khả (阿戍笴), A-thúc (阿儵), hoặc dịch nghĩa là Vô Ưu (無憂), hoặc như ông tự khắc trên những cột trụ nổi danh được lưu đến ngày nay là Thiên Ái Hỉ Kiến (zh. 天愛喜見, sa. devānaṃpriya priyadarśi), nghĩa là "người được chư thiên thương, người nhìn sự vật với tấm lòng hoan hỉ". Ông là vị quân vương đầu tiên của nước Ấn Độ xưa (sa. bhāratavarṣa) đã thống nhất được một lãnh thổ vĩ đại, lớn hơn ngay cả Ấn Độ ngày nay.

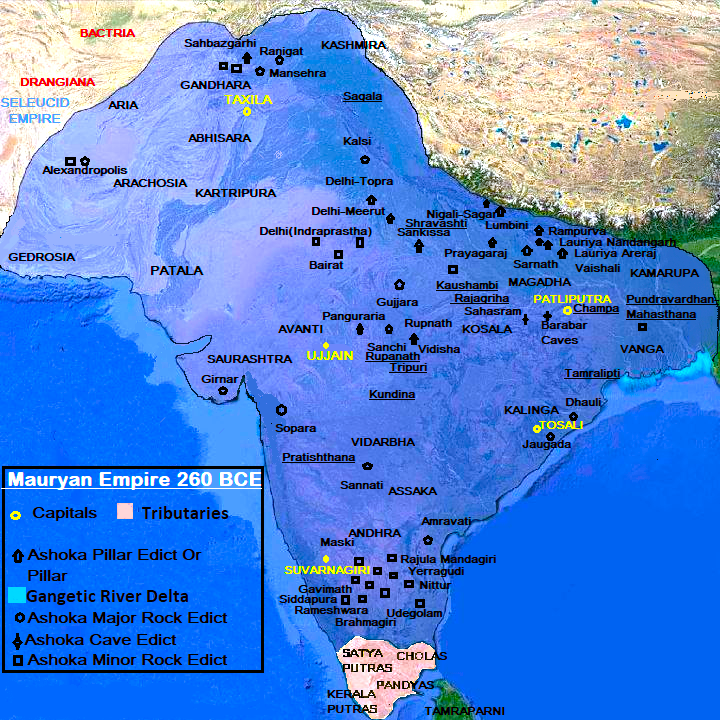
Đế quốc Ashoka

## Tài liệu nguồn lịch sử

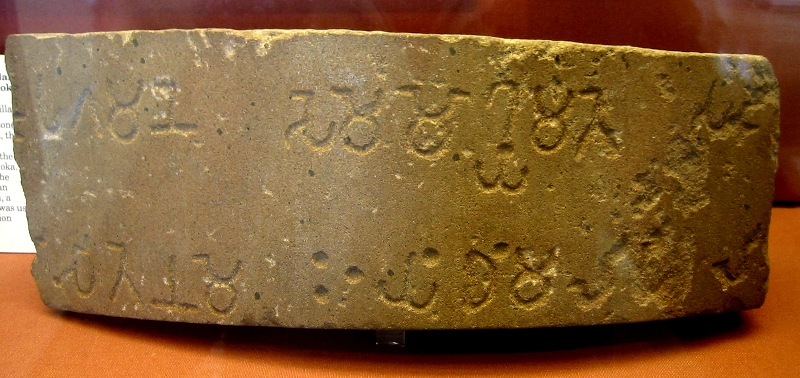
Một mảnh đá của Thạch trụ khắc văn thứ 6 (en. 6th Pillar Edicts) của A-dục vương, được viết bằng Chữ Phạn cổ (古梵文, sa. brāhmī). Bảo tàng Anh quốc

## Thời niên thiếu

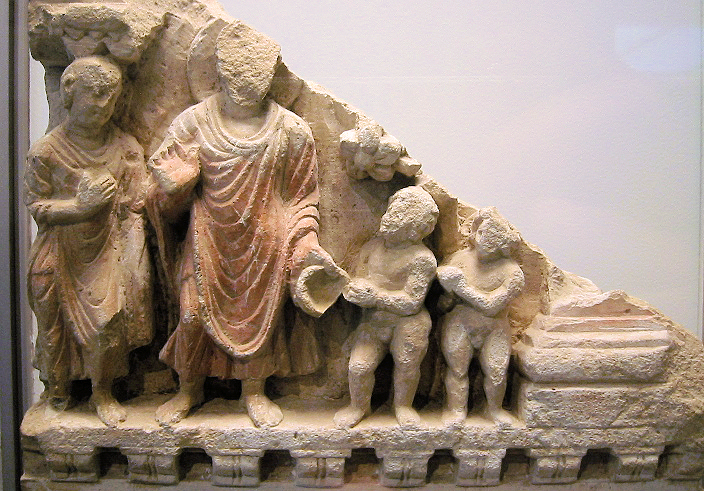
Cảnh "Quà của Đất", Thế kỷ thứ II Gandhara. Cậu bé Jaya, tiền thân kiếp trước của vua Ashoka, dâng chiếc bánh đất (mà cậu bé tưởng tượng như là thức ăn) lên Phật Thích-ca Mâu-ni. Nhờ công đức cúng dường cho một vị Phật với lòng chí thành, Phật Thích-ca Mâu-ni đã tiên tri rằng trong kiếp sau, cậu sẽ thành vị vua thống lĩnh Ấn Độ và lưu truyền Phật giáo. Bảo tàng Guimet.

## Thời kì nắm quyền lực

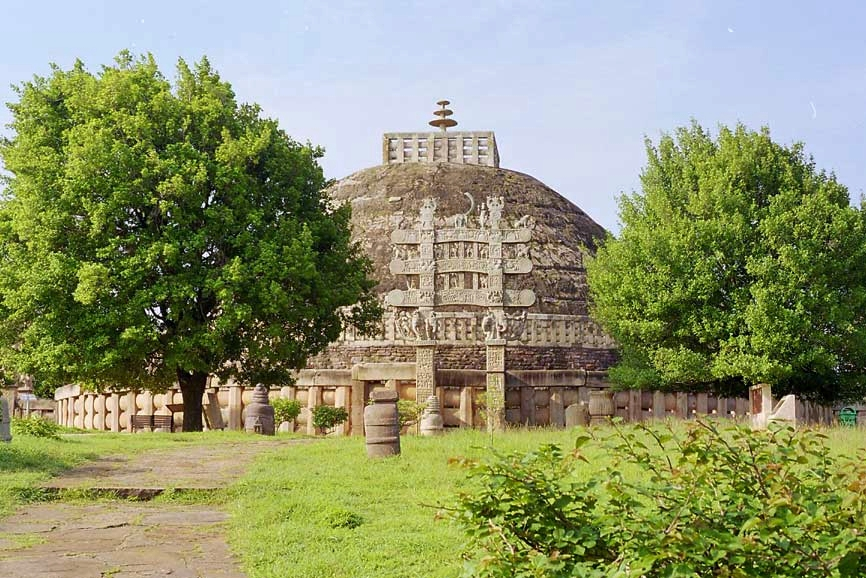
Sanchi stupa ở Sanchi, Madhya Pradesh được xây bởi hoàng đế A-dục vào thế kỷ thứ III TCN

## Qua đời và di sản

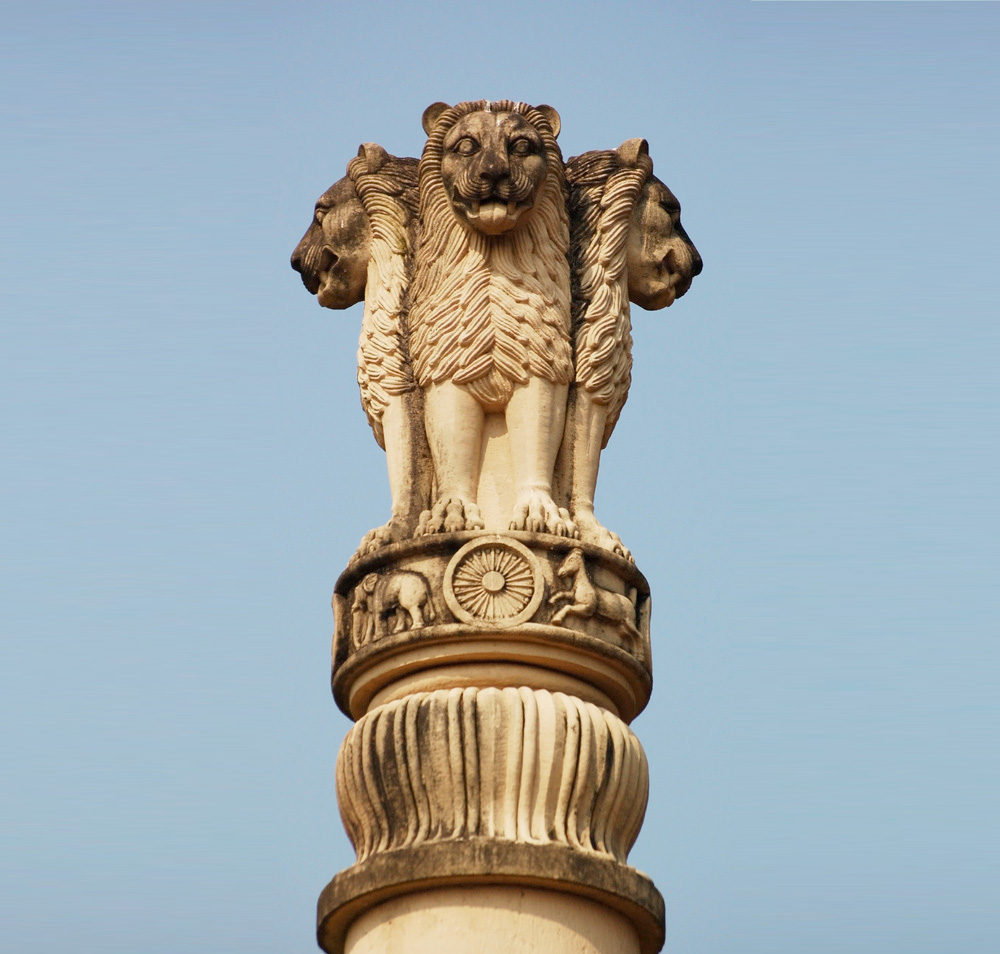
Trụ đá Ashoka tại Sarnath